# Divinity: Original Sin II
Divinity: Original Sin II – komputerowa gra fabularna opracowana i wydana przez belgijskiego producenta Larian Studios. Jest kontynuacją wydanej w 2014 roku gry Divinity: Original Sin. Tytuł został wydany we wrześniu 2017 na komputerach z systemem Microsoft Windows, następnie w sierpniu 2018 na PlayStation 4 i Xbox One, w styczniu 2019 na macOS-ie oraz we wrześniu 2019 na Nintendo Switchu. Gra spotkała się z pozytywnym odbiorem krytyków, którzy docenili jej złożoność oraz interaktywny świat. Odniosła również sukces komercyjny – w ciągu dwóch miesięcy od premiery sprzedano ponad milion egzemplarzy.

## Rozgrywka
Podobnie jak w Divinity: Original Sin, gracz kieruje drużyną złożoną z maksymalnie czterech postaci przygotowanych przez twórców, stworzonych od podstaw lub zwerbowanych w trakcie gry. Tworząc postać niestandardową, gracz może wybrać rasę (względem poprzedniej części wybór rozszerzono o nieumarłych), płeć, statystyki i pochodzenie. Wszyscy bohaterowie pozostają pod kontrolą gracza, zarówno w trakcie walki, jak i interakcji ze środowiskiem i postaciami niezależnymi. Gra oferuje lokalną i internetową rozgrywkę w trybie kooperacji i rywalizacji.

### Walka
Bitwy rozgrywane są w systemie turowym. Biorące w nich udział postacie wykorzystują przydzielone im punkty akcji do wykonywania ruchów i ataków. Charakterystyczną cechą dla Divinity: Original Sin II jest możliwość wykorzystywania elementów otoczenia i żywiołów; kałuże wody da się zamrozić lub zamienić w parę, a pozycja na wzniesieniu zapewnia przewagę. Komputerowi przeciwnicy również mogą korzystać z tych mechanizmów.

## Produkcja
Plany wydania gry zostały ogłoszone 12 sierpnia 2015 r. Zapowiedziano, że wystartuje ona ze zbiórką na platformie Kickstarter 26 sierpnia tego samego roku. Gra osiągnęła cel 500 000 dolarów na Kickstarterze w mniej niż 12 godzin. Niektóre z pośrednich celów zostały osiągnięte jeszcze przed ich ogłoszeniem. Ostatecznie wszystkie dostępne cele pośrednie zostały osiągnięte, a łącznie zebrano ponad 2 miliony dolarów. Larian Studios ogłosiło, że firma postanowiła ponownie skorzystać z Kickstartera, ponieważ podczas tworzenia gry chcieli poznawać opinie społeczności, a także dalej rozwijać wizję, którą mieli na tę grę.
Muzykę do gry skomponował Borislav Slavov, który zastąpił byłego kompozytora serii, Kirilla Pokrovsky’ego, który zmarł w 2015 roku.

Gra została wydana we wczesnym dostępie dla systemu Microsoft Windows 15 września 2016 r., a pełna premiera odbyła się 14 września 2017 r. Pomimo przerwy w dostawie prądu w Gandawie, mieście studia deweloperskiego Larian, w dniu premiery gra została pomyślnie wydana. Wkrótce liczba jednocześnie grających graczy w ciągu tygodnia wyniosła 75 000, co czyniło z niej jedną z najpopularniejszych gier na Steamie w tym czasie. Oprócz bezpłatnej aktualizacji do „edycji rozszerzonej” dla posiadaczy oryginalnej gry, została ona również wydana na PlayStation 4 i Xbox One przez Bandai Namco Entertainment w dniu 31 sierpnia 2018 r. Gra wyszła również na system macOS 31 stycznia 2019 r., a na Nintendo Switch 4 września 2019 r.
Projektując znajdujące się w grze miasto Arx, artyści z Larian Studios wzorowali się na stylu architektury flamandzkiej z XVI wieku. Nowatorskim zabiegiem było opracowanie ścieżki dźwiękowej, która dostosowuje się do jednego z czterech instrumentów, które gracz ma na początku do wyboru. Jednocześnie każda z sześciu postaci fabularnych otrzymała motyw przewodni odtwarzany w najważniejszych momentach gry.

## Odbiór
Według agregatora recenzji Metacritic Divinity: Original Sin II zyskało „powszechne uznanie”. Wielu krytyków i publikacji uznało tę grę za jedną z najlepszych gier RPG. Rick Lane z Eurogamer nazwał ją „arcydziełem” i stwierdził, że od wielu lat nie grał w żadną inną grę RPG, która choćby zbliżyła się do tej pod względem „bogactwa możliwości i charyzmy”. Adam Smith z Rock, Paper, Shotgun wyraził opinię, że niewiele innych gier pozwala graczom na udział w historiach lepszych od tych z Original Sin II. Leif Johnson z serwisu IGN bardzo chwalił historię, zadania, taktyczny charakter walki i grywalność, nazywając tę grę jednym z najlepszych RPG. GameSpot ocenił produkcję na najwyższą ocenę 10/10, czyniąc z niej 14. grę w historii strony, która to osiągnęła. Mike Williams z US Gamer nazwał Original Sin II „szczytowym osiągnięciem” gatunku fabularnych gier komputerowych (CRPG), chwaląc ją za postacie, możliwości odgrywania ról, środowisko i walkę. Metro nazwało ją jedną z najlepszych gier komputerowych do role-playu, chwaląc jej poziom złożoności i interaktywność. Janine Hawkins z Polygon wyraziła o grze mniej pozytywną opinię niż większość, nazywając ją „oszałamiająco ambitną”.
Miesiąc po wydaniu gra sprzedała się w ponad 700 000 egzemplarzy, do listopada 2017 r. sprzedano ich ponad 1000 000. Nominowano ją do nagrody za „Najlepszą grę fabularną” na The Game Awards 2017 oraz za „Najlepszą narrację” i „Najlepszą grę przygodową / fabularną” na Titanium Awards; została także nominowana do „Gry roku” i „Najlepszej historii”, a także zajęła drugie miejsce w kategorii najlepszej gry na PC i najlepszej gry RPG w konkursie IGN Best of 2017 Awards. Gra otrzymała również nominację do nagrody ,„Najlepsza gra na PC” na Game of the Year Awards 2017 bloga Destructoid. Pracownicy PC Gamer wybrali ją na swoją grę roku 2017, gdzie została również nominowana do nagrody „Najlepsza gra w trybie współpracy”. Personel GameSpot uznał ją za piątą najlepszą grę, a Eurogamer wyznaczył jej 11. miejsce na liście „50 najlepszych gier 2017”. Czytelnicy i pracownicy Game Informer przyznali jej nagrody dla „Najlepszej gry na PC”, „Najlepszej Walki Turowej” i „Najlepszych Zadań Pobocznych”, a także umieścili ją na drugim miejscu w kategorii „Najlepsza Kooperacyjna Gra Wieloosobowa”. Nominowano ją również do „Gry RPG Roku” podczas DICE Awards za „Wybitne Osiągnięcie w Projekcie Gry” i „Game, Franchise Role Playing” podczas NAVGTR Awards, oraz za „Najlepszy projekt udźwiękowienia dla niezależnej gry” i „Najlepszą muzykę dla niezależnej gry” podczas Game Audio Network Guild Awards; zdobyła również nagrodę za „Tryb wieloosobowy” podczas 14. British Academy Games Awards. Była także nominowana do „Osiągnięcia w dziedzinie dźwięku” i „Writing or Narrative Design” podczas 2018 Develop Awards. Wersje PlayStation 4 i Xbox One zostały nominowane do „Najlepszej gry RPG” podczas Game Critics Awards w 2018 r. i zdobyły nagrodę za „Najlepszą grę fabularną” na Gamescom 2018, jednocześnie otrzymując nominację do nagrody „Najlepsza gra strategiczna”.